# Sarah Storey
Dame Sarah Joanne Storey (Manchester, 26 oktober 1977) is een Britse wielrenster en voormalig zwemster. Op de Paralympische Zomerspelen won ze namens Groot-Brittannië vijf gouden medailles in het zwemmen en negen gouden medailles in het (baan-) wielrennen. Daarnaast werd ze 27 keer wereldkampioene; vijf keer in het zwemmen en 26 keer in het wielrennen en is ze houdster van 72 wereldrecords.

## Privéleven
Ze werd in Manchester geboren als Sarah Bailey, met een niet functionerende linkerhand. Haar hand werd in de baarmoeder afgekneld door de navelstreng en is niet volledig volgroeid.
In 2007 trouwde ze met haar coach en piloot Barney Storey. Op 30 juni 2013 beviel ze van een dochter. In april 2017 werd bekend dat ze zwanger is van hun tweede kind.

## Onderscheidingen
Sarah Storey kreeg diverse onderscheidingen door haar vele prestaties. Zo werd ze in 2013 benoemd tot Ridder (Dame) in de Orde van het Britse Rijk.

## Palmares

### Wegwielrennen
| Jaar | BK | EK              | WK              | Paralympische Zomerspelen |
| ---- | -- | --------------- | --------------- | ------------------------- |
| 2005 |    | wegrit, tijdrit |                 |                           |
| 2006 |    |                 | tijdrit, wegrit |                           |
| 2008 |    |                 |                 | tijdrit                   |
| 2009 |    |                 | tijdrit, wegrit |                           |
| 2010 |    |                 | tijdrit, wegrit |                           |
| 2011 |    |                 | tijdrit, wegrit |                           |
| 2012 |    |                 |                 | tijdrit, wegrit           |
| 2013 |    |                 |                 |                           |
| 2014 |    |                 | tijdrit, wegrit |                           |
| 2015 |    |                 | tijdrit, wegrit |                           |
| 2016 |    |                 |                 | tijdrit, wegrit           |
| 2018 |    |                 | tijdrit, wegrit |                           |
| 2019 |    |                 | tijdrit         |                           |

### Baanwielrennen
| Jaar | BK | EK                               | WK                                               | Paralympische Zomerspelen        |
| ---- | -- | -------------------------------- | ------------------------------------------------ | -------------------------------- |
| 2005 |    | ind. achtervolging, 500m tijdrit |                                                  |                                  |
| 2006 |    |                                  |                                                  |                                  |
| 2007 |    |                                  | 3km achtervolging, 400m tijdrit                  |                                  |
| 2008 |    |                                  |                                                  | ind. achtervolging               |
| 2009 |    |                                  | 3km achtervolging, 500m tijdrit                  |                                  |
| 2010 |    |                                  |                                                  |                                  |
| 2011 |    |                                  | 500m tijdrit, 4km achtervolging                  |                                  |
| 2012 |    |                                  | 500m tijdrit, 3km achtervolging                  | ind. achtervolging, 500m tijdrit |
| 2013 |    |                                  |                                                  |                                  |
| 2014 |    |                                  | 3km achtervolging, scratch, 500m tijdrit         |                                  |
| 2015 |    |                                  | 500m tijdrit, 3km achtervolging                  |                                  |
| 2016 |    |                                  | 3km achtervolging, 500m tijdrit, scratch         | ind. achtervolging               |
| 2019 |    |                                  | 3km achtervolging, scratch, 500m tijdrit         |                                  |
| 2020 |    |                                  | 3km achtervolging, scratch, omnium, 500m tijdrit |                                  |

### Zwemmen
| Jaar | BK | EK | WK | Paralympische Zomerspelen |
| ---- | -- | -- | -- | ------------------------- |
| 1992 |    |    |    | ,                         |
| 1994 |    |    | ,  |                           |
| 1996 |    |    |    | ,                         |
| 1998 |    |    | ,  |                           |
| 2000 |    |    |    | ,                         |
| 2002 |    |    | ,  |                           |
| 2004 |    |    |    | ,                         |

- Library of Congress Control Number: no2018139120
- Virtual International Authority File: 155154076017311860003
- WorldCat: E39PBJcBRKDgwdfMDTPdqWK8G3